# Стара Моравиця
Стара Моравиця (серб. Стара Моравица) — село в Сербії, належить до общини Бачка-Топола Північно-Бацького округу в багатоетнічному, автономному краю Воєводина.

## Населення
Населення села становить 5768 осіб (2002, перепис), з них:
- мадяри — 4795 — 84,13%;
- серби — 505 — 8,86%;
- хорвати — 67 — 1,17%;
- югослави — 54 — 0,94%;

Решту жителів  — з десяток різних етносів, зокрема: роми, румуни, німці і з десяток русинів-українців.